# SC Brandenburg

Logo des SC Brandenburg

Der Sportclub Brandenburg Berlin e. V. (SC Brandenburg) ist ein Berliner Sportverein, der 1923 gegründet wurde. Er besitzt aktuell die Abteilungen Badminton, Hockey, Leichtathletik (Laufzentrum), Taekwondo und Tennis. Die Eishockeyabteilung neben anderen wurden aufgelöst.
Im Verein wird sowohl der Breiten- und Freizeitsport ausgeführt als auch der Leistungssport gefördert. Der Verein hat über alle Abteilungen hinweg über 650 Mitglieder.

## Badminton
Die Badminton-Abteilung besteht aus ca. 170 Mitgliedern aller Altersklassen (6–70 Jahre) und verschiedenen Leistungsstufen – von der Regionalliga, über die BBL (Berlin-Brandenburg Liga) bis zur F-Klasse. Training und freies Spiel wird in allen Leistungsstufen von Freizeitspielerinnen und -Spielern bis zu Leistungsspielerinnen und -Spielern angeboten. In Verwendung sind Trainingshallen in den Bezirken Charlottenburg und Friedenau, wobei in zweiten Jugendtraining stattfindet.

## Eishockey
1929 gewann die Mannschaft erstmals die Berliner Meisterschaft und qualifizierte sich für die Endrunde um die deutsche Meisterschaft. Dort konnte ein dritter Platz erreicht werden. Nachdem 1930 durch eine Finalniederlage gegen den Berliner Schlittschuhclub die Vizemeisterschaft erreicht worden war, konnte 1931 und 1933 nach der Qualifikation für die Endrunde wegen fehlendem Fahrkostenzuschuss durch den Brandenburger Eissportverbands nicht teilgenommen werden.

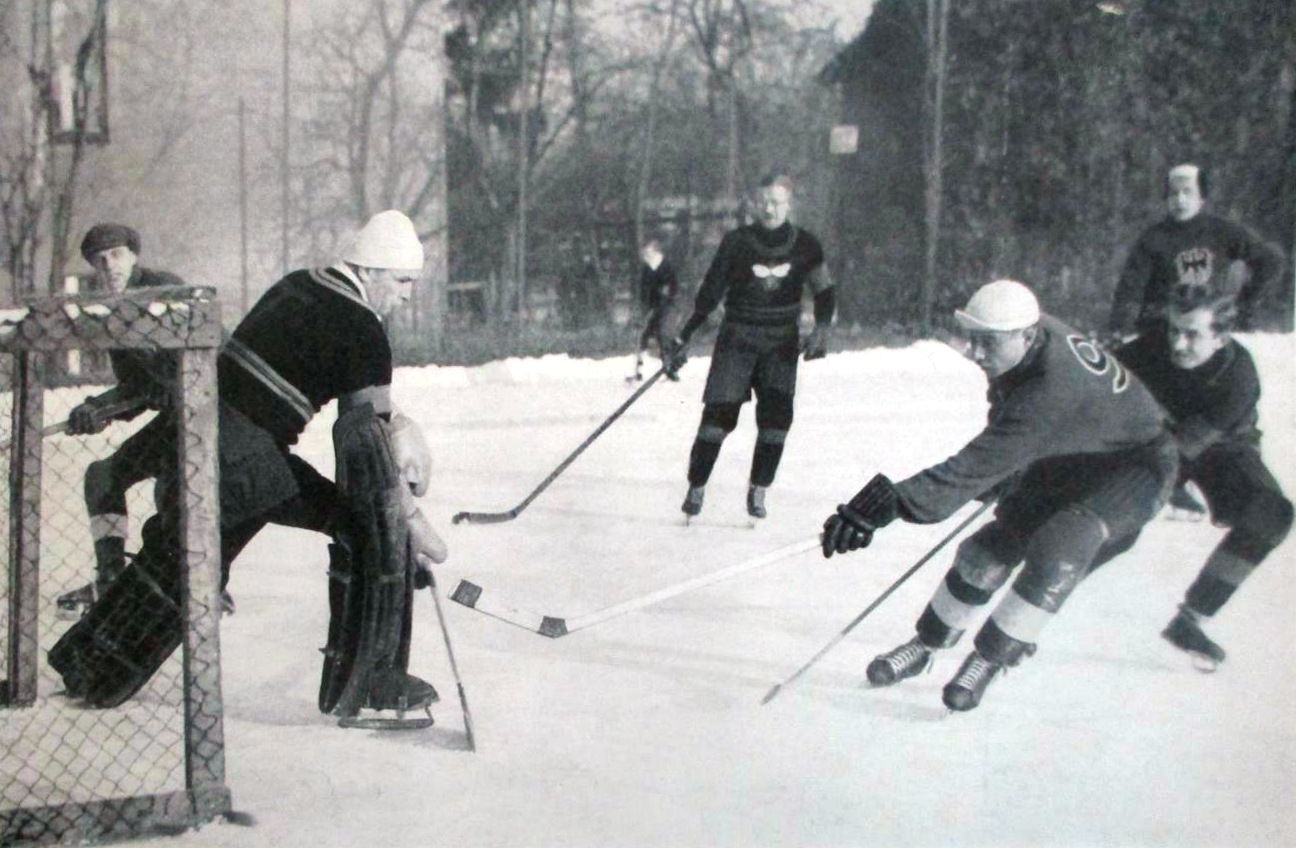
SC Brandenburg gegen Zehlendorfer Wespen, Dezember 1933

1934 wurde die Mannschaft durch einen Finalsieg gegen den SC Riessersee Deutscher Meister. Im Halbfinale war der Berliner Schlittschuhclub besiegt worden.
1935 bis 1938 konnte sich die Mannschaft für die Finalrunde qualifizieren, kam aber nicht über die Vorrunde weiter. 1943 wurde die Mannschaft zur Teilnahme an der Kriegsmeisterschaft aufgefordert und erreichte das Viertelfinale, wo sie gegen den LTTC Rot-Weiß Berlin verlor.
1944 wurde die Kriegsspielgemeinschaft mit dem Berliner Schlittschuhclub zur Teilnahme an der Kriegsmeisterschaft aufgefordert. Sie gewannen das Finale gegen den LTTC Rot-Weiß Berlin und errangen damit den Deutschen Meistertitel.
1958/59 bildeten der SC Brandenburg Berlin und der Berliner FC Preussen die EG Brandenburg-Preussen Berlin, die im Finale um den Aufstieg in die Oberliga am EV Landsberg scheiterte. Danach spielte die Mannschaft 1961/62 in der Gruppenliga mit, wo sie aber vor der Saison 1962/63 zurückgezogen wurde. Zur Saison 1965/66 rückte die Mannschaft in die Regionalliga Nord auf, stieg aber sofort wieder ab.
Danach war die Eishockeymannschaft nicht mehr im
höherklassigen Ligenbereich vertreten.

## Taekwondo
Die Taekwondo-Abteilung des SC Brandenburg Berlin wurde am 11. Juni 1984 als Taekwon-Do Center Berlin e. V. gegründet. Nach Abstimmungen im März wurde der Beitritt in den SC zum 1. Mai 1985 beschlossen. Der Verein war maßgeblich an der Gründung des Taekwondo-Verbandes Berlin-Brandenburg e. V. (TVBB) 1992 beteiligt. Aber im Januar 1993 schied der SCB aus dem TVBB aus und gründete den Berliner Taekwondo Verband (BTV) am 2. Februar 1994. Am Neujahrstag 1995 wurde der BTV als Fachverband für Taekwondo in den Landessportbund Berlin aufgenommen. Seit 1998 besteht eine Vereins-Partnerschaft zu Satori e. V. aus Dresden. Im April 2000 und im April 2001 durfte der BTV die International German Open der Deutschen Taekwondo Union (DTU) ausrichten.

## Tennis
Die Tennis-Abteilung ist mit ihren knapp 500 Mitgliedern die größte Abteilung des SC Brandenburg. Die weiträumige Tennisanlage liegt mit ihren zehn Sandplätzen in der Siedlung Eichkamp direkt am Grunewald, nicht weit vom Mommsen-Fußballstadion entfernt. In der Wintersaison steht eine Drei-Feld-Traglufthalle zur Verfügung. Eine Tennis-Ballwand und ein Beachvolleyfeld ergänzen die Sportmöglichkeiten. Dem Club angeschlossen ist eine ganzjährige Gastronomie mit Außenterrasse.
Der Tennisverein verfügt über etwa 20 Mannschaften. Für die Tennisausbildung beschäftigt der Club fünf Trainer.

## Hockey
Die Hockey-Abteilung gehörte über Jahre zu den erfolgreichsten Berliner Hockeyclubs. Insgesamt konnten acht deutsche Meistertitel errungen werden.
- DM-Herren-Feld: 1956, 1959
- DM-Damen-Feld: 1961
- DM-Damen-Halle: 1976, 1978, 1986, 1988, 1989
- Europapokal der Landesmeister Halle-Damen: 1990